# RFA Green Ranger (A152)
Le RFA Green Ranger est un navire-citerne de la classe Ranger de la Royal Fleet Auxiliary.

## Histoire
Il sert pendant la Seconde Guerre mondiale en Afrique en 1942, en Asie en 1943, 1944 et 1945. En août 1945, il est rattaché à la British Pacific Fleet. Du 25 juin 1950 au 27 juillet 1953, il sert pendant la guerre de Corée avec 18 autres navires de la RFA. Il revient ensuite en Europe. De 1957 à 1958, il prend part à l'opération Grapple, neuf essais nucléaires, à l'île Christmas dans l'océan Pacifique, avec 16 autres navires de la RFA. De 1958 à 1962, il est placé dans la réserve opérationnelle au HMNB Devonport.
Il fait naufrage dans la péninsule de Hartland Point, le 17 novembre 1962, sur un grand rocher appelé Gunpath Rock. Il s'est détaché du remorqueur qui doit l'emporter au rebut à Cardiff et dérive sur les rochers. Son équipage de sept personnes est sauvé par la compagnie de sauvetage Hartland, avec la bouée-culotte (en). Ses restes sont toujours visibles à marée basse.